# Apărare „afirmativă”
O apărare „afirmativă” în cadrul unui proces civil sau penal reprezintă un fapt sau o serie de fapte, altele decât cele propuse de către reclamant sau de către procuror, care anulează sau diminuează consecințele juridice ale comportamentului ilegal al inculpatului, în cazul în care acesta dispune de dovezi în acest sens. În procesele civile, apărarea „afirmativă” poate invoca prescripția răspunderii penale, statutul fraudelor, renunțarea la drepturi, dar și alte concepte juridice cum ar fi cele enumerate în Articolul 8 litera (c) din Regulamentul Federal de Procedură Civilă din Statele Unite ale Americii. În cadrul unei urmăriri penale se pot întâlni diferite forme de apărare „afirmativă”: legitima apărare, apărarea bazată pe lipsa discernământului și prescripția răspunderii penale.

## Descriere
Dacă recurge la o apărare „afirmativă”, inculpatul are posibilitatea de a recunoaște faptele comise și de a aduce probe care permit o altă interpretare a speței, conform legii, motivându-i acțiunile ilegale sau, după caz, anulând plângerea reclamatului. În dreptul penal, apărarea „afirmativă” mai este numita și „justificare” sau „apărare cu pretext”. Prin urmare, apărarea „afirmativă” limitează sau justifică vinovăția și responsabilitatea juridică a inculpatului. 
Un exemplu bun de apărare „afirmativă” îl reprezintă legitima apărare. În cel mai simplu caz, un inculpat penal poate fi privilegiat dacă acesta își poate dovedi acțiunile ca fiind necesare în apărarea propriei persoane, aflându-se la baza unei convingeri raționale precum că reclamantul prezenta un comportament ilegal.
Majoritatea apărărilor „afirmative” trebuie să fie invocate la timp de către inculpat pentru a putea fi luate în considerare de către instanță, riscând, în caz contrar, să nu mai fie valabile. Un exemplu clasic de apărare „afirmativă” absolută este absența obiectului jurisdicției. Faptul că aserțiunile trebuie prezentate la timp reprezintă, adesea, subiectul disputelor între două părți.

### Apărarea bazată pe lipsa discernământului
Printre cele mai controversate apărări afirmative se regăsește apărarea bazată pe lipsa discernământului, prin intermediul căreia un inculpat solicită să fie scutit de răspunderea penală pe motiv că, în momentul săvârșirii infracțiunii, faptele sale au fost puternic influențate de o boală psihică.

### Sarcina probei
Deoarece o apărare „afirmativă” impune o enunțare a faptelor declarate, dincolo de cele susținute de către reclamant, în general, partea care oferă o apărare „afirmativă” suportă sarcina probei. Standardul de probă este, de obicei, mai mic decât dincolo de orice îndoială rezonabilă. Aceasta poate fi dovedit fie prin dovezi clare și convingătoare, fie printr-o preponderență a probelor.
În acest sens, apărarea „afirmativă” se diferențiază de restul apărărilor obișnuite [cererea dreptului, alibi-ul, calitatea de minor, necesitatea și (în unele jurisdicții, de exemplu, toate statele din SUA, cu excepția statului Ohio) legitima apărare (care este o apărare „afirmativă” în cadrul dreptului comun)], pe care procurorul le poate respinge dincolo de orice îndoială rezonabilă.

### Normele de funcționare
Articolul nr.8 din Regulamentul Federal de Procedură Civilă reglementează asumarea apărărilor „afirmative” în procesele civile care sunt depuse la tribunalele districtuale ale Statelor Unite ale Americii. Articolul nr. 8(c) cuprinde în mod special următoarele tipuri de apărare: „ acord și satisfacție, arbitraj și adjudecare, asumarea riscului, neglijența sau vina victimei, evacuarea în caz de faliment, principiul „estoppel”, eșecul examinării, frauda, ilegalitatea, accidentele de munca ca urmare a neglijenței unui coleg, neglijența prejudiciabilă, licența/autorizația, neîndeplinirea obligațiilor de plată, cesiunea de creanță, „lucrul judecat” (lat. „res judicata”,principiu juridic potrivit căruia hotărârile judecătorești definitive capătă autoritate (putere) de lucru judecat, nemaiputând fi atacate decât prin intermediul căilor de atac extraordinare), statutul fraudelor, prescripția răspunderii penale, renunțarea la drepturi” precum și orice alt conținut ce constituie o acțiune de anulare sau o apărare „afirmativă”.
Articolul nr.11 din Regulamentul Federal de Procedură Civilă din Statele Unite ale Americii presupune că apărările „afirmative” se bazează pe „cunoaștere, informație și convingere, fiind înfăptuită în urma unei anchete rezonabile, ținând cont de circumstanțele date”, fără a coincide, în mod obligatoriu, cu totalitatea cazurilor de apărare „afirmativă”. 

### Apărarea „afirmativă” vs.  Apărarea bazată pe negare
Apărarea „afirmativă” este diferită față de cea bazată pe negare. O apărare bazată pe negare se referă la acțiunea inculpatului de a respingere acuzațiile aduse de către reclamant sau procuror. De exemplu, atunci când un individ este urmărit penal pentru deținere de droguri pentru traficul internațional, iar acesta declară că a confundat drogul cu o substanță inofensivă precum oregano, inculpatul recurge la apărarea bazată pe negare.  Acest tip de apărare se bazează, în principiu, pe lipsa de probe, astfel încât inculpatul nu este responsabil de convingere în ceea ce privește negarea. Cel mult, inculpatul are responsabilitatea de a elabora dovezi suficiente pentru a invoca o problemă.

### Utilizarea cinstită
În anul 2007, Stephanie Lenz câștigă procesul cu cea mai mare familie de case de discuri în industria de înregistrări, Universal Music Group, fiind reprezentată de către organizația non-profit Electronic Frontier Foundation. Aceasta a solicitat utilizarea cinstită ca fiind o formă a apărării „afirmative”.

### Exemple
- Drept Civil
  - acord și satisfacție
  - asumarea riscului (atunci când reclamantul participă cu bună știință la acțiuni periculoase)
  - autoritatea
  - consimțământul
  - apărarea bazată pe protejarea proprietății
  - principiul „estoppel”
  - specificațiile contractului
  - dispozițiile contractuale (atunci când responsabilitatea inculpatului a fost eliminată din contract)
  - „neglijența contributivă” sau culpa victimei (atunci când acțiunile inculpatului au contribuit la propriul prejudiciu)

  - uitilizarea cinstită
  - neglijența prejudiciabilă (similară cu prescripția răspunderii penale)
  - principiul „merger doctrine”
  - reintrarea în posesie
  - statutul fraudelor
  - prescripția răspunderii penale (atunci când a trecut prea mult timp de la săvârșirea faptei până la momentul depunerii plângerii)
  - renunțarea la drepturi
- Drept penal
  - apărarea bazată pe lipsa discernământului
  - starea de necesitate
  - constrângerea fizică și morală
  - legitima apărare
  - defăimarea
  - apărarea prin invocarea interesului public